# 神ノ木通
神ノ木通（かみのきどおり）は兵庫県神戸市灘区の町名。現行行政地名は神ノ木通一丁目から神ノ木通四丁目。
令和2年国勢調査（2020年10月1日）における世帯数366、人口791、うち男性362人、女性429人。郵便番号は657-0057。

## 地理
東は六甲町、南は稗原町、南は千旦通、西は都賀川を挟んで南部が大内通で北部が岸地通、北は将軍通。

## 歴史
昭和6年（1931年）9月、河原字神ノ木から新設された。

## 地名の由来
『神戸の町名』では灘区の高羽や都賀にクスノキが多かったことから、この辺りで大きなクスノキが神木として敬われていたのではと推察している。